# Диастема
Диастема (на латински: diastema, от гръцки διαστεμα – „разстояние между“) се нарича разстоянието основно между предните два зъба (централните резци). Разстоянието между другите зъби е правилно да се нарича „трема“. Разстоянията между зъбите се дължат на несъответствия между челюстта и размера на зъбите, като за диастема и трема се счита разстояние над 1 mm. Диастемата и тремата се срещат както при горната, така и при долната зъбна дъга, също така във временното и в постоянното съзъбие.
При пробива на централните резци при хората се установява по-голям процент от случаи на диастема в горната челюст и по-рядко в долната.
При преминаването от временно към постоянно съзъбие е възможно разстоянията между зъбите да намалеят.